# むつ湾フェリー
むつ湾フェリー株式会社（むつわんフェリー）は、青森県の海運会社。下北半島と津軽半島を結ぶフェリー航路を運航している。

## 概要
青森県、外ヶ浜町、脇野沢村（現むつ市）が主体として出資・設立された第3セクターの会社である。
2007年（平成19年）6月1日時点では弘南バスが筆頭株主であったが、2008年（平成20年）から2010年（平成22年）にかけて青森県及び関係市町村が増資、同年から2011年（平成23年）に減資して累積債務の解消を図った関係で、一時期青森県が筆頭株主となったが、減資後は弘南バスが筆頭株主に戻っている。
下北半島と津軽半島を結ぶフェリー航路を有する。青森市からむつ市脇野沢･川内に向かう場合、当航路を利用するほうが、野辺地町経由より便利である。

## 歴史
旧脇野沢村は江戸時代には日本海交易の寄港地だった。しかし、青森県内では1921年（大正10年）に大湊線が開通するなど陸上交通の鉄路や道路の整備が進み海上交通は衰退した。1922年（大正11年）には大湊～川内～脇野沢～青森～野辺地～横浜間を運航していた陸奥汽船が解散した。
第二次大戦後、1968年（昭和43年）に下北半島国定公園が指定されるなど観光開発が進み、高度成長期に脇野沢は再び海上交通の拠点となり、1971年（昭和46年）に下北汽船が青森～脇野沢～佐井に航路を開設した。当時、青森～脇野沢間の所要時間は陸路で5時間だったが、下北汽船の航路は約2時間で結んでいた。その後、弘南バスや青森県、関係市町村などによりむつ湾フェリーが設立された。
しかし、利用者の減少によって赤字に悩まされ、離島航路青森～佐井航路は廃止が検討されたが、2006年1月より離島航路は新会社シィラインで運航し、同社はフェリー航路の営業に専念することになった。

## 沿革
- 1967年11月2日 - 関係自治体と個人の出資により「下北汽船株式会社」設立[5]。青森商船株式会社から船舶や付帯設備等の譲渡を受け、休航中の青森～大湊航路を再開[5]（のち青森～大湊航路を廃止し、青森～脇野沢～佐井離島航路に一本化[5]）。
- 1979年4月1日 - 青森県・関係市町村・民間からの出資により「むつ湾フェリー株式会社」設立[5]。蟹田～脇野沢航路を開設[5]。
- 1987年10月 - 「下北汽船株式会社」と「むつ湾フェリー株式会社（旧）」が合併して下北汽船株式会社となる[5]。
- 2005年10月24日 - 本社を青森市から外ヶ浜町（蟹田）へ移転。
- 2006年
  - 1月1日 - 国から離島航路指定を受けている青森～佐井航路をシィラインへ譲渡。
  - 7月1日 - 下北汽船株式会社を「むつ湾フェリー株式会社」に商号変更。

## 航路
- 脇野沢港 - 蟹田港

距離22.6km、航海時間約60分。通常2往復、繁忙期3往復を運航する。11月上旬から4月下旬まで冬季運休となる。
陸奥湾や津軽海峡ではカマイルカやミンククジラなどの海獣が泳ぐ姿がしばしば見られ、本フェリーは湾内を中心にイルカウォッチングや目視調査に応用されている。青森大学薬学部教授の清川繁人は、2007年にこの航路上で見たイルカの姿に感銘を受けて研究を開始し、2016年にはウェブサイト「青森・陸奥湾イルカ情報」を開設し、イルカの目撃情報を発信している。サイトにはむつ湾フェリーの乗組員も情報提供を行っている。

## 船舶

### 就航中の船舶
- かもしか (2代)

1998年4月就航、新潟鉄工所建造、611総トン、13.75ノット、旅客定員240名、大型バス4台または乗用車20台

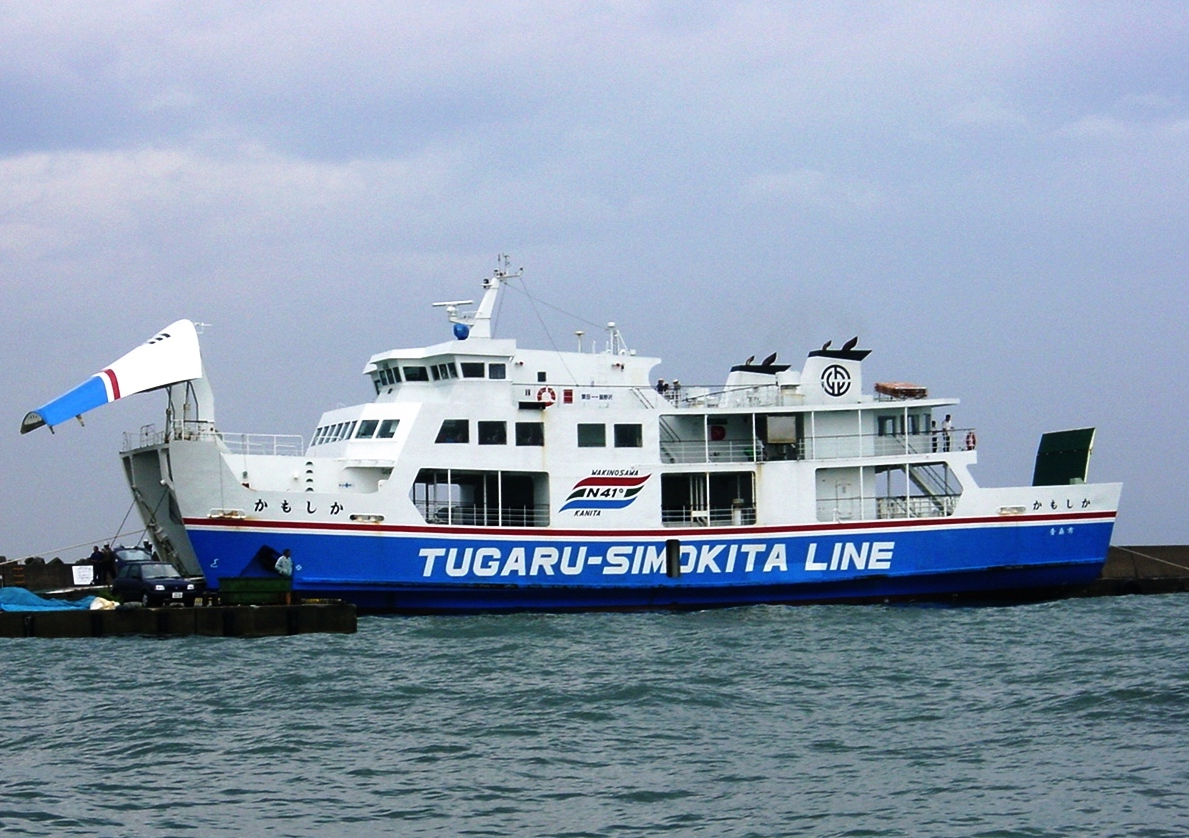
蟹田港に停泊する「かもしか」。 （2002年8月24日）
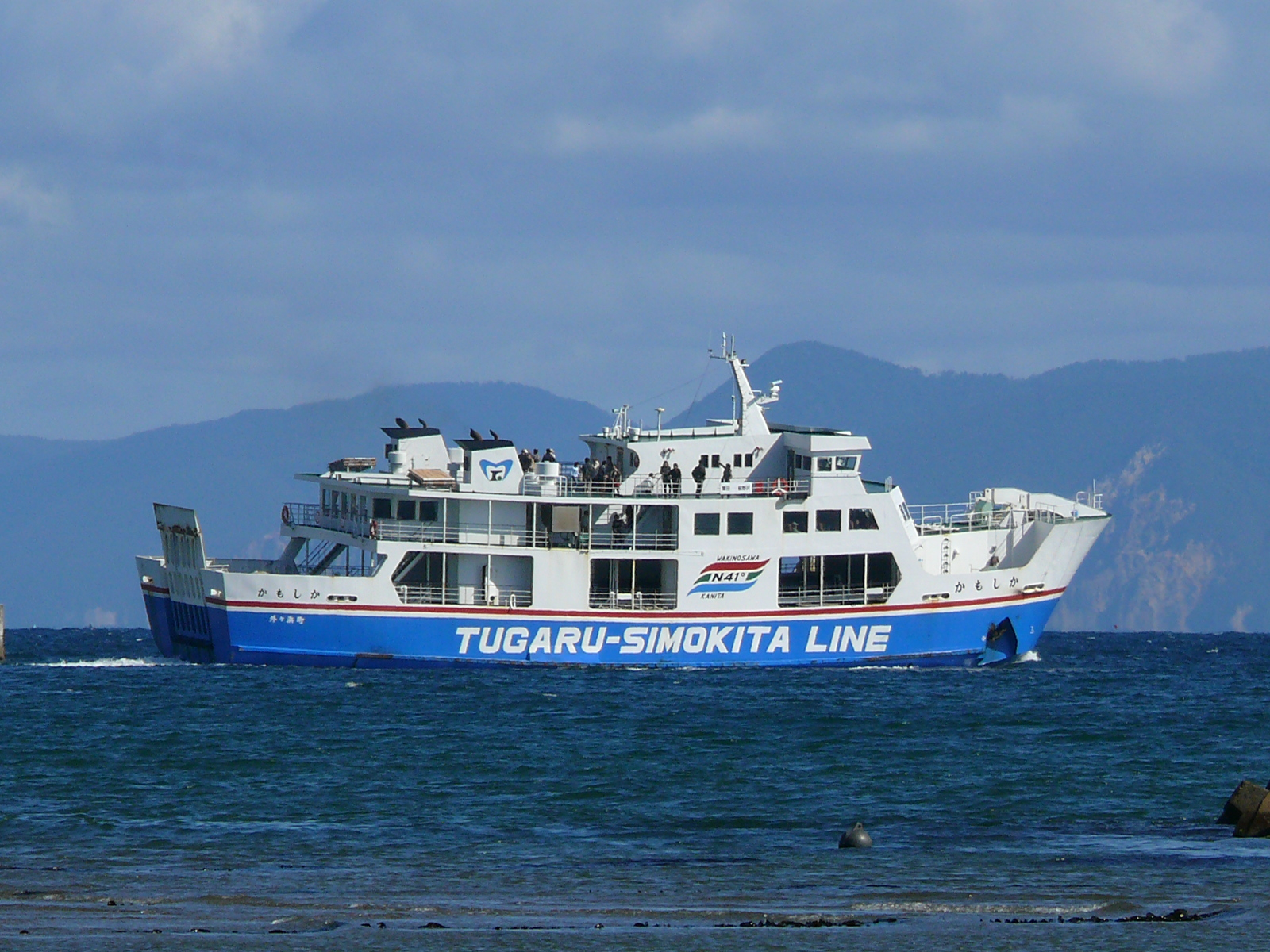
陸奥湾を脇野沢港へ向かって航行する「かもしか」。 （2009年9月20日）

### 過去の船舶
- かもしか (初代)[10]

1967年3月竣工、1980年4月11日就航(買船)、神田造船所建造。もと両備運輸「にゅうおりんぴあ」
348.37総トン、全長39.28m、型幅11.20m、型深さ3.45m、ディーゼル2基、機関出力900ps、航海速力12ノット
旅客定員400名、バス6台または乗用車25台